# Masiphya confusa
Masiphya confusa är en tvåvingeart som beskrevs av Aldrich 1925. Masiphya confusa ingår i släktet Masiphya och familjen parasitflugor. Inga underarter finns listade i Catalogue of Life.